# Arctia signata
Arctia signata là một loài bướm đêm thuộc phân họ Arctiinae, họ Erebidae.